# Dow Bär von Mesritsch

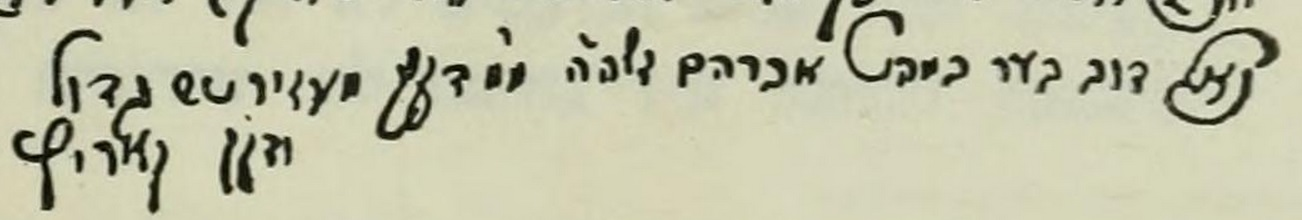
Autograph (von 26. Februar 1767)

Rabbi Dow Bär von Mesritsch (* um 1710 bei Równe, Polen; † um 15. Dezember 1772 wohl in Mesritsch, Wolhynien, östlich Riwne, heute Ukraine), genannt der Maggid von Mesritsch oder der große Maggid, war ein Rabbiner und nach Rabbi Israel Baal Schem Tow der zweite Führer der chassidischen Bewegung. Statt Mesritsch ist auch Meseritz im Namen gebräuchlich.

## Leben

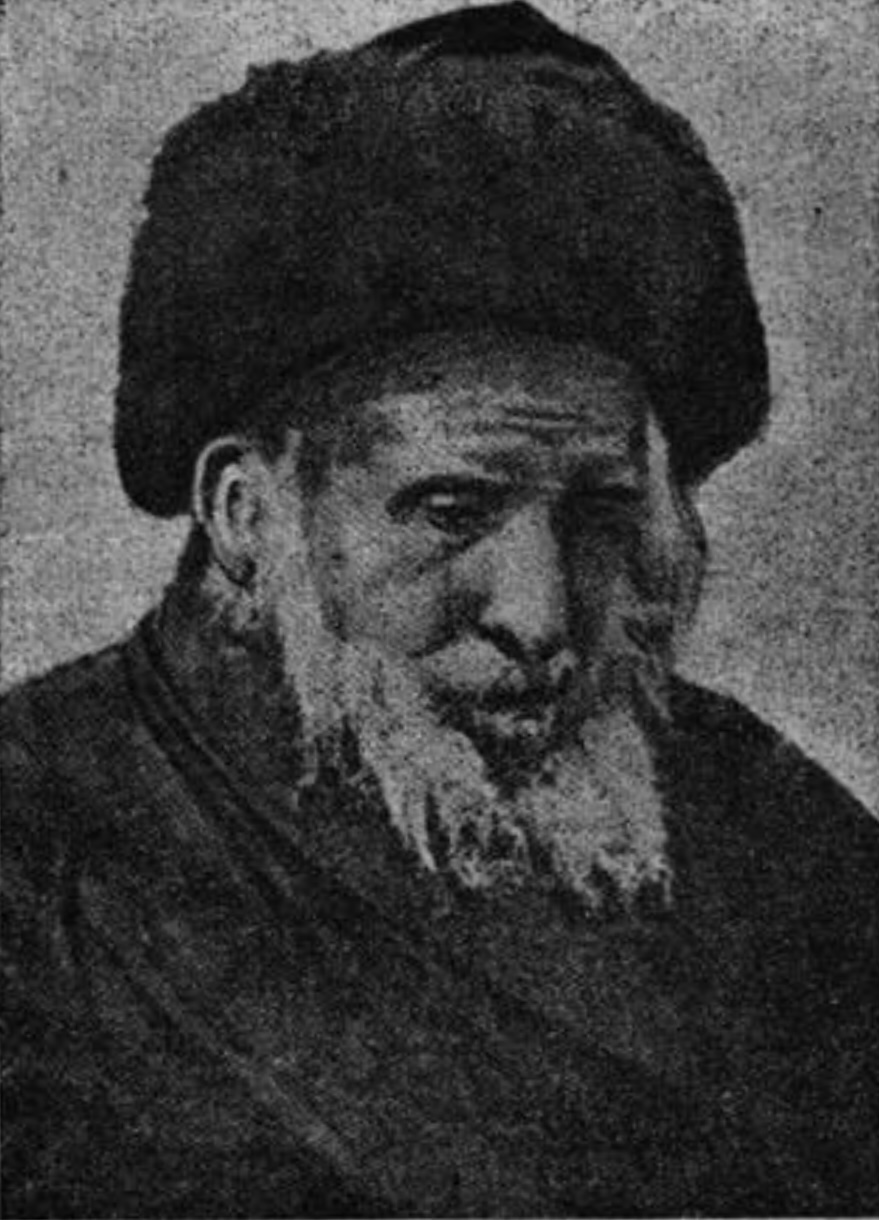
Dow Bär von Mesritsch aus der Bibliothek von Rabbi Shmuel Salant, Chief Rabbi of Jerusalem

Dow Bär wurde zu Beginn des 18. Jahrhunderts in einer wolhynischen Kleinstadt in der Nähe von Rowno geboren, sein Geburtsdatum ist jedoch nicht gesichert. Als Jugendlicher erhielt er eine traditionelle religiöse Erziehung in der Jeschiwa von Jakob Josua Falk. Er unterrichtete in Tortschyn, später in Korez und im nahegelegenen Rowno, ließ sich dann in Mesritsch in Wolhynien nieder, das zum Zentrum der chassidischen Bewegung wurde, und zog gegen Ende seines Lebens nach Hannopil um.
Dow Bär wurde zu einem gelehrten Talmudisten und betrieb auch Studien des kabbalistischen Systems, das von Isaak Luria begründet worden war. Nachdem er sich zahlreichen asketischen Übungen unterzogen hatte, wurde er bettlägerig und suchte der Überlieferung nach Heilung bei Rabbi Israel ben Elieser, dem Baal Schem Tow. Dow Bär wurde zu einem seiner bedeutendsten Schüler.
Nach dem Tod des Baal Schem Tow im Jahre 1760 galt Dow Bär in weiten Kreisen als sein Nachfolger in der Führung des Chassidismus, obwohl seine Autorität zunächst von einigen bestritten wurde. Im Gegensatz zu seinem Vorgänger war Dow Bär kein „Mann des Volkes“, und seine Krankheit erschwerte ihm den Umgang mit seinen Schülern. Er war jedoch ein beredter Prediger und Lehrer, und seine charismatischen Fähigkeiten, die auch in alltäglichen Verrichtungen zum Ausdruck kamen, wurden von vielen bewundert. Salomon Maimon, der ihn als Jugendlicher besuchte, bewunderte seine geistigen Fähigkeiten, und andere Schüler sollen Dow Bär besucht haben, „um zu sehen, wie er seine Schuhe anzog und die Schnürsenkel festband“. Der Chassidismus, der sich zunächst auf die Region Podolien beschränkt hatte, verbreitete sich nun in der Ukraine, in Litauen und zahlreichen Teilen Polens.
Gegen Ende seines Lebens stieß Dow Bär vonseiten orthodoxer Rabbiner, vor allem des Gaons von Wilna, auf erbitterten Widerstand. Sie wandten sich vor allem gegen die ekstatischen Körperbewegungen, die in chassidischen Gottesdiensten üblich wurden, und gegen die vermeintliche Vernachlässigung des Torastudiums durch jugendliche Schüler, welche in Scharen nach Mesritsch zogen, um dort ihrem Meister zu begegnen. Schließlich sprach der Gaon von Wilna 1772 einen Bann über die Chassidim aus. Kurze Zeit später verstarb Dow Bär.

## Seine Lehren

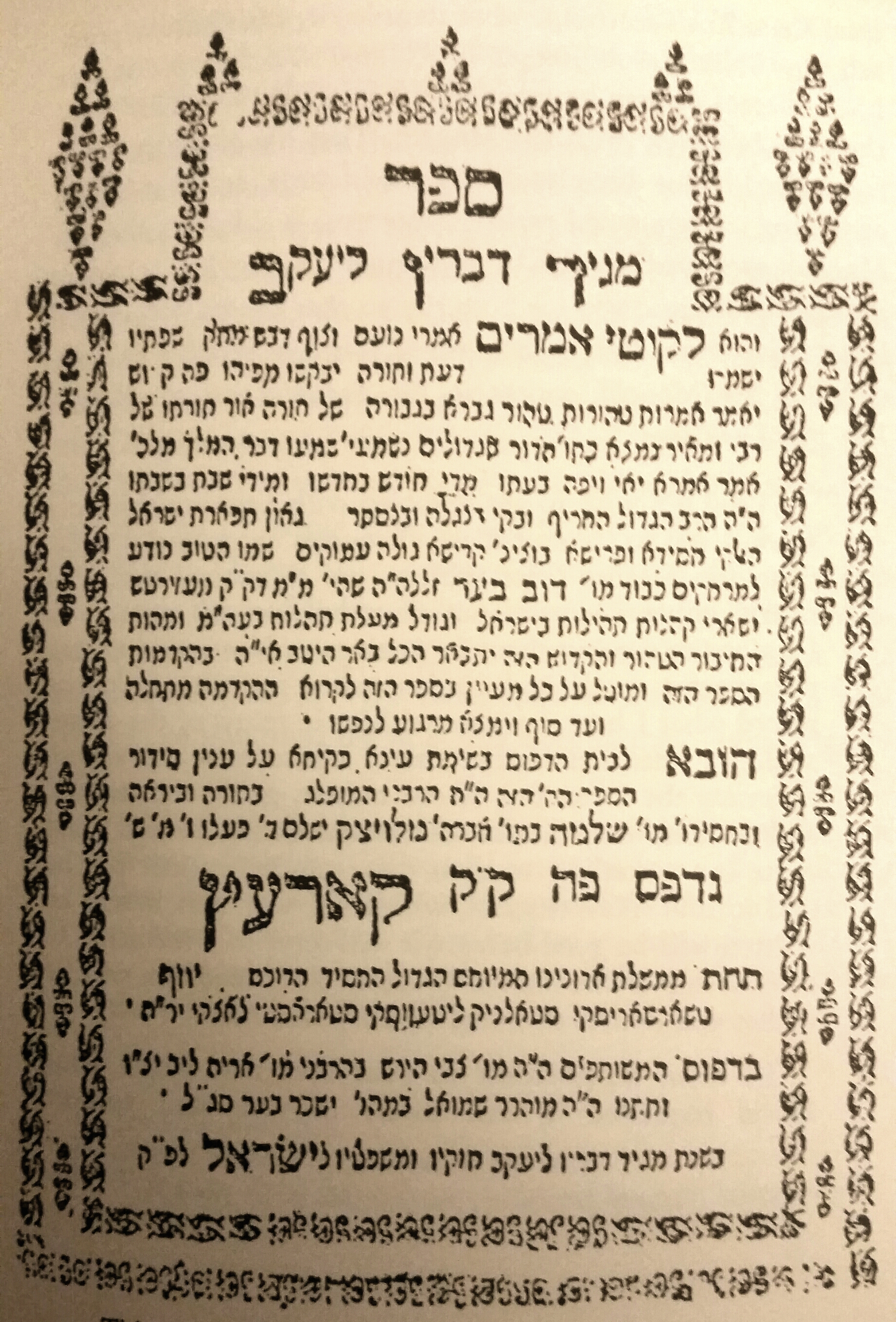
Titelseite der Sammlung Maggid Devaraw le 'Ja'akov, Ausgabe 1781

Die Lehren und Betrachtungen von Dow Bär wurden nicht von ihm selbst niedergeschrieben, sondern sind in Werken seiner zahlreichen Schüler erhalten. Dazu gehören unter anderem Pinchas und Samuel Horowitz, Elimelech von Lyschansk, Levi Jizchak von Berditschew, Israel Hapstein von Koschnitz und Schneur Salman von Ljadi.
Im Zentrum der Lehre von Dow Bär steht das Konzept von Dewekut (hebr. „Hingabe“). Dies ist eine panentheistische Wahrnehmung Gottes und der Welt, nach welcher das Wesen Gottes jegliche Existenz umfasst: „Die ganze Erde ist der Heilige, gelobt sei er, und die Welt steht innerhalb des Schöpfers“. Aus diesem Konzept folgt Bärs Verständnis des Menschen, das auf einer erhöhten Wertschätzung des metaphysischen Bereichs beruht. Durch innere Reflexion und Betrachtung ermöglicht die göttliche Emanation eine enge und direkte Beziehung mit der Wurzel des Seins, und der Zaddik wird so zu einem Medium, das direkten Kontakt mit Gott aufnimmt. Doch nach Dow Bärs Theorie kann jeder Mensch Kontakt mit dem Göttlichen aufnehmen, und so verliert die charismatische Figur des Zaddik ihre Funktion als Vermittler zwischen Mensch und Gott. Ziel des Menschen ist es, die konkrete kosmische Realität zu überwinden und ins mystische Nichts (hebr. Ajin) zurückzukehren, das vor der Schöpfung bestanden hat („Gott schuf die Existenz aus dem Nichts, und er schafft Nichts aus der Existenz“). So wird die menschliche Existenz als Abstieg verstanden, dem ein Aufstieg folgen muss. Die Seele steigt aus den Höhen herab, um die materielle Existenz durch ihre geistige Erhöhung zu erheben und so die Einheit wiederherzustellen, welche durch das Schöpfungswerk gestört worden war.